# Vladislav Delong
Vladislav Delong (20. září 1928 Stonava – 24. prosince 1973 Praha) byl český režisér a scenárista.

## Život
Po absolvování FAMU byl asistentem filmu Vina Vladimíra Olmera z roku 1956 a s Otto Zelenkou spoluautorem scénáře Život pro Jana Kašpara (1959). Dům na Ořechovce (1959) je první film, který režíroval.
Jeho manželkou byla česká režisérka Vlasta Janečková, se kterou má dceru.
Zemřel na Štědrý den roku 1973 ve 45 letech.

## Dílo
Natočil několik filmů a některé z nich zasadil i do své rodné obce, jako např. Začít znova (1963). Film pojednává o brigádnicích, kteří přijeli na stavbu dolu ČSM Stonava. Mezi jeho další filmy patří: Dům na Ořechovce, Skok do tmy a další.

### Režie
- Květ republiky 1954
- Dúm na Ořechovce 1959
- Začít znova 1963
- Skok do tmy 1964
- Vina Vladimíra Olmera (asistent režie) 1956

### Scénáře
- Květ republiky 1954
- Dúm na Ořechovce 1959
- Začít znova 1963
- Skok do tmy 1964